# 梅雷迪思山
梅雷迪思山（英語：Mount Meredith）是南極洲的山峰，位於麥克羅伯特森地，處於費希爾山以北19公里，屬於查爾斯王子山脈的一部分，由澳大利亞探險隊拍攝照片，現時由南極條約體系管理。